# Parafia św. Mateusza Apostoła w Nowem nad Wisłą
Parafia św. Mateusza Apostoła w Nowem nad Wisłą – rzymskokatolicka parafia należąca do diecezji pelplińskiej.
Od 2014 proboszczem jest ks. kan. Grzegorz Kaiser, który również pełni funkcję dziekana dekanatu nowskiego.

## Zasięg parafii
Na obszarze parafii leżą miejscowości: Bochlin, Dobre, Gajewo, Kozielec, Kończyce, Morgi, Przyny, Tryl, Zdrojewo. Tereny te znajdują się w gminie Nowe, w powiecie świeckim, w województwie kujawsko-pomorskim.